# Мифы Фессалии

## Введение
По словам Страбона, «разделив всю страну (теперь называемую Фессалией) на 10 частей или династий и присоединив к ней некоторые части Этейской и Локрийской областей, а также некоторые части (причисляемые теперь к Македонии), Гомер намекает на некоторое общее для всех стран явление: целые страны и их отдельные части претерпевают перемены соответственно могуществу властителей». Начиная с «темных веков», Фессалия делилась на 4 части: Фтиотида, Гестиеотида, Фессалиотида и Пеласгиотида. Старое и новое территориальное разделение в мифах накладываются друг на друга.

## Топонимы
- Алопа. Город во Фтиотиде. По Ферекиду, основан Алопой[2].
- Амфрисс. Река[3]. У неё Аполлон пас стада Адмета[4].
- Анавр. Река в Фессалии[5]. По воле Аполлона затопила курган Кикна[6]. Близ неё пахал землю Ясон[7].
- Апидан. Река[8].
- Асоп Трахейский[9].
- Асоп Фессалийский. Около горы Эта.
- Афамантийская долина во Фтии[10].
- Афеты. Гавань в Фессалии[11].
- Брихон. Река в Магнесии, у горы Пелион. Brychon[англ.]
- Гестиея. Город, основанный фиванцами[12].
- Гестиатида. Область у Олимпа и Оссы, где поселились пеласги[13].
- Гиртонияне. Жители Гиртона[14].
- Долопы. Племя[15]. Составляли хор в трагедии Софокла «Долопы» (фр.174 Радт). Участвовали в войне Цезаря с Помпеем на стороне Цезаря[16]. См. Полибий. Всеобщая история XVIII 47, 6; Аппиан. Римская история IX 11, 6.
- Дотион. (Дотий.) Равнина в Фессалии, где водились лучшие кони[17]. Около Олимпа[18]. Она же Дорион[19].
- Евритион. Согласно фессалийцам, местечко Евритион в древности было городом Эхалия[20].
- Европа. Река в Фессалии, которую Гомер называет Титаресий[21].
- Инах. Приток Сперхея (Фессалия).
- Иолк. Город[22]. На его месте найдены остатки дворца Микенской эпохи[23].
- Ламия. Город в Фессалии.
- Лапифы[24][25].
- Ликорм. Река[26]. См. Эвинос.
- Македны. Имя дорийцев, когда они обитали у Пидна[27].
- Мелийцы из Трахина[28].
- Минии. Эпитет аргонавтов[29].
- Мирмидоняне[30][31]. По истолкованию, эгинеты названы мирмидонцами, ибо, подобно муравьям, копая землю, разбрасывали почву по скалам, а также жили в ямах[32]. Составляли хор в трагедиях Эсхила «Мирмидоняне» и Акция «Ахилл, или Мирмидоняне», комедии Ферекрата «Человеко-муравьи»[33]. Мирмидоняне
- Нелейя. Поселение близ Иолка, там некрополь микенской эпохи[34].
- Олимп. Объект[35][36]. На Иде есть 4 вершины, называемые Олимпами[37].
- Орестида. Область в Фессалии[38].
- Ормений. Город[28].
- Орменийцы. Племя[14].
- Осса. Гора[39]. Великаны взгромоздили её на Олимп, а Геракл снял её обратно (согласно Лукану).
- Офрис. (Отрис) (гора). Гора, на которой жили титаны и сражались с богами, жившими на Олимпе, 10 лет[40]. Там обитали львы[41]. Во Фтиотиде, на юго-запад от Олимпа. В отрогах горы пасутся овечьи стада Муз[10].
- Пагасы. Якорная стоянка Фер (ранее Иолка). Оттуда отправился корабль Арго[42]. Аргонавты воздвигли там алтарь Аполлону[43].
- Пеласгиотида. Страна[44].
- Пеней. Река в Фессалии. Некогда Геракл пробил горный проход, образовавший Темпейскую долину[45]. Пеней (речной бог)
- Трахин. Город[46]. В нём происходит действие трагедии Софокла «Трахинянки». Трахин
- Трикка. (Трика.) Город в Фессалии (Гомер)[14].
- Феникс. Река в Фессалии[47].
- Феры. Город[22].
- Ферейцы. Жители Феры[14].
- Фермопилы. Рядом с ними Афина воздвигла баню для Геракла[48]. По версии, Геракл, страдая от отравленного хитона, бросился в воды, ставшие теплыми[49]. Теплые источники для Геракла были также в Гимере[50].
- Фессалия. Страна[51].
- Фивы. Город во Фтиотиде, переименован в Филиппополь.
- Фтия. Страна[52].
- Эллада.[52] Город, находившийся неподалёку от Фарсала[53]. Персонификация Эллады была изображена в Олимпии[54].
- Эмафия. Область в Фессалии. Позднее синоним Фессалии[55].
- Энианы. (Ainanian.) Племя в Фессалии[14]. См. Плутарх. Греческие вопросы 13.
- Эолийцы. Племя[56].
- Эта. (Ойта.) Гора в области трахиниев. Там произошло самосожжение Геракла[57].
- Эхедор. Река[58].

См. также:
- Абант (сын Линкея). Переселился из Аргоса в Фессалию.
- Амаринкей (сын Питтия). Прибыл в Фессалию из Элиды.
- Армен. Спутник Ясона, основал Армению.
- Керкопы. По версии, жили в Фессалии.
- Салмоней. Переселился из Фессалии в Элиду.
- Титаномахия. Происходила в Фессалии.
- Форбант (сын Лапифа). Переселился из Фессалии на Родос.
- Эндимион. Привел эолийцев из Фессалии в Элиду.
- Эпопей (сын Алоея). Прибыл из Фессалии в Сикион.

Легендарные персонажи:
- Алев. Родоначальник Алевадов[англ.][59].
- Еврилох. Фессалиец, согласно Евфориону, возобновил Пифийские игры[60].
- Эолик. Некий фессалиец[61].

## Фтиотида
Ныне исчислю мужей, в пеласгическом Аргосе живших,
Алос кругом населявших, и Алоп удел, и Трахину,
Холмную Фтию, Элладу, славную жен красотою,
Всех — мирмидонов, ахеян и эллинов имя носящих;
Сих пятьдесят кораблей предводил Ахиллес знаменитый.
(Гомер. Илиада II 681—685, перевод Н. И. Гнедича)
- Актор (сын Деиона).
- Антигона (дочь Евритиона).
- Ахиллес.
- Ахиллесова пята. Ахиллесова пята
- Гиппас. Сын Кеика. Союзник Геракла во время его похода на Эхалию, убит в бою[28].
- Евритион (сын Актора).
- Кеик (сын Геспера).
- Кикн (сын Ареса).
- Лигирон. Детское имя Ахилла[62]. См. Ахилл.
- Мнемон. Фетида поручила ему напоминать Ахиллу, чтобы тот не убивал Кикна. Ему это не удалось, и Ахилл убил Мнемона[63].
- Неоптолем.
- Онетор. Сторож стад Пелея. Рассказал, что волк растерзал коров Пелея[64].
- Патрокл.
- Пелей.
- Периопида. Дочь Ферета. Мать Патрокла (по версии)[15]
- Пирр. (особенно у латинских авторов) См. Неоптолем.
- Фемистоноя. Дочь Кеика, жена Кикна[65].
- Филонида. По версии, родила от Геспера Кеика[66].

### Мирмидонцы
- Автомедонт.
- Актор. Отец Эхекла[67].
- Алким. (Алкимедонт.) Из Фтиотиды, участник Троянской войны. Возница Ахилла[68]. Убит Деифобом[69].
- Алкимедонт. Сын Лаеркея. Вождь мирмидонцев[70]. См. Алким.
- Антиф. Сын Мирмидона и Писидики[71].
- Бафиклей. (Вафиклей.) Сын Халкона. Мирмидонец, участник Троянской войны. Убит Гектором[72].
- Бор. Сын Периера. Жена Полидора, дочь Пелея[73].
- Диор. Отец Автомедонта[74].
- Евдор (Эвдор.)[75] Вождь мирмидонцев. Сын Гермеса и Полимелы[76].
- Евримедуса. (Эвримедуса.) Дочь Клетора, родила от Зевса Мирмидона[77].
- Клеодора. Дочь Пелея (в версии Зенодота). См. Полидора[78].
- Клетор. Отец Евримедусы[77].
- Лаэркей. Сын Эмона, отец Алкимедонта[70]
- Мемал. Отец Писандра[79].
- Менесфий[80]. Вождь мирмидонцев. Приемный сын Бора[81]. Сын речного бога Сперхея (Сперхия) и Полидоры (второй жены Пелея)[82].
- Мирмидон.
- Периер. Отец Бора[83].
- Писандр (сын Мемала).[84] Вождь мирмидонцев[85].
- Писидика. Дочь Эола[86] и Энареты. Муж Мирмидон, дети Антиф и Актор[87].
- Полидора. Дочь Пелея и Антигоны. Жена Бора, сына Периера[88]. Зенодот называет её Клеодорой.
- Полидора. Дочь Периера. Вторая жена Пелея. Родила Менестия, который на деле был сыном реки Сперхея[82].
- Поликтор. Старый мирмидонец, сыном которого притворяется Гермес[89].
- Полимела[90]. Дочь Филанта, жена Эхеклеса. Родила от Гермеса Евдора[91].
- Сперхей.
- Филант. (Филас.) Отец Полимелы. Воспитал своего внука Евдора[92].
- Халкон. Отец Бафиклея[93].
- Хискилла. Дочь Мирмидона, жена Триопа, мать Форбанта[94].
- Эмон. Отец Лаэркея, дед Алкимедонта[95].
- Эрисихтон (сын Триопа).
- Эхекл. Сын Актора. Муж Полимелы[67].

## Филака
В Филаке живших мужей, населявших Пираз цветущий,
Область Деметры любимую, матерь овец Итонею,
Травами тучный Птелей и Антрон, омываемый морем, -
Сих ополчения Протесилай предводил браноносный
В жизни своей; но его уже чёрная держит могила.
(Гомер. Илиада II 695—699, перевод Н. И. Гнедича)
- Астиоха. Жена Ификла, мать Протесилая и Подарка[96].
- Диомедея. Жена Ификла, мать Протесилая[97].
- Иолай. Имя Протесилая[97].
- Ифий. По версии, отец Климены, дед Ификла[98].
- Ификл (сын Филака).
- Климена (дочь Миния).
- Лаодамия.
- Менипп. Из Филаки. Участник Троянской войны. Убит амазонкой Клонией[99].
- Периклимена. См. Климена.
- Подарк (сын Ификла).
- Полидора. Согласно поэме «Киприи», дочь Мелеагра и Клеопатры, жена Протесилая, покончила с собой после смерти мужа[100].
- Филак (сын Деиона).
- Филака. Страна[101].

## Феры и Иолк
В Ферах живущих и вкруг при Бебеидском озере светлом,
Беб населявших, Глафиры и град Ияолк пышнозданный,
Быстрых одиннадцать мчалось судов; предводил же Эвмел их,
Сын Адмета любимый, который рожден им с Алкестой,
Дивной женою, прекраснейшей всех из Пелиевых дщерей.
(Гомер. Илиада II 711—715, перевод Н. И. Гнедича)
- Адмет.
- Акаст.
- Алкестида.
- Алкимеда.
- Алкимен. Сын Ясона и Медеи, брат-близнец Фессала. Убит Медеей. Дети Медеи похоронены в святилище Геры, им воздавали почести как героям[102].
- Амфинома. Жена Эсона, мать Ясона (по версии Дионисия Скитобрахиона). Бежала к царскому очагу и пронзила себе грудь мечом, прокляв Пелия[103]. Другие называют её Полимеда.
- Анаксибия. Дочь Бианта. Жена Пелия[104].
- Антианира. По «Орфической аргонавтике», дочь Ферета, родила от Аполлона Идмона[105].
- Антиноя. Дочь Пелия (по версии)[106].
- Архандр. Сын Акаста, воевавший с престарелым Пелеем[107].
- Архител. Сын Акаста, воевавший с престарелым Пелеем[107].
- Астеропея. Дочь Пелия (по версии)[106].
- Астидамия.
- Биадика. См. Демодика (жена Крефея).
- Гиппофоя. Дочь Пелия и Анаксибии[108].
- Демодика. (по некоторым, Биадика). Жена Крефея. Влюбилась во Фрикса, но тот отказал ей. Она оклеветала его перед Крефеем, и тот убедил Афаманта предать сына смерти. Фрикс вынужден был бежать[109].
- Евмел (сын Адмета).
- Евридамант. Ахеец, потомок Пелия, сидел в троянском коне[110].
- Иасон (Ясон).
- Ипполита. По версии, имя дочери Крефея и жены Акаста, оклеветавшей Пелея[111]. Из Магнесии[112].
- Ифиада. Жрица Артемиды в Иолке[113].
- Ифтима. Дочь Икария, жена Евмела[114]. Афина, приняв её облик, посещает во сне Пенелопу.
- Крантор. Оруженосец Пелея, которого тому дал Аминтор. Убит кентавром Демолеонтом[115]. Крантор
- Крефей.
- Лаодик. Согласно Андрону, отец Феогнеты, дед Ясона[116].
- Медея.
- Медуса. По версии, дочь Пелия[117], с сестрами сварившая отца[118].
- Мермер.
- Мермер. Отец Ила, царя Эфиры[119]. Сын Ферета, внук Ясона[120].
- Ниса. Дочь Адмета и Алкесты, за которую Аполлон 7 лет был рабом Адмета[121].
- Пелий.
- Пелопия (дочь Пелия).
- Периклимена. (она же Климена, дочь Миния[122]). Жена Ферета, мать Адмета[123].
- Писидика. Дочь Пелия и Анаксибии[124].
- Поликсен. Согласно Гелланику, сын Ясона и Медеи, отправившийся в Мидию с матерью[125].
- Полимеда. Дочь Автолика. Мать Ясона (по версии)[126]. То же имя у Геродора[127]. У Гесиода Полимела[128]. После смерти Эсона прокляла Пелия и повесилась, оставив сына Промаха, но Пелий убил его[129].
- Полифема. Имя матери Ясона, по версии[116]. См. Полимеда.
- Промах.[130] Сын Эсона и Полимеды. Мальчик, убит Пелием[131]
- Сидеро.
- Стеропа. Дочь Акаста. Якобы Пелей хотел на ней жениться[132].
- Тиро.
- Тисандр. Младший сын Ясона и Медеи, убит матерью[133].
- Феогнета. Согласно Андрону, дочь Лаодика, жена Эсона, мать Ясона[116].
- Ферет.
- Ферет. Сын Ясона и Медеи. Убит Медеей[134], о версиях см. Мермер.
- Фессал (сын Ясона).
- Филомаха. Дочь Амфиона, жена Пелия (по версии)[108].
- Энипей.[135] Речной бог, образ которого принял Посейдон, чтобы сойтись с Тиро[136]. Речной бог, возлюбленный Тиро[137]. Приходит к Пенею[138].
- Эриопида. (Эриопис.) Согласно поэме Кинефона, дочь Ясона и Медеи[139].
- Эсон.

## Мефона
Живших в Мефоне, и окрест Фавмакии нивы пахавших,
Чад Мелибеи, и живших в полях Олизона суровых,-
Сих племена Филоктет предводитель, стрелец превосходный,
Вел на семи кораблях; пятьдесят воссидело на каждом
Сильных гребцов и стрелами искусных жестоко сражаться.
(Гомер. Илиада II 711—715, перевод Н. И. Гнедича)
- Демонасса. Жена Пеанта (Поэя?). Мать Филоктета[140].
- Малиады. (Малийские нимфы.) Рядом с их рощей был дом Филоктета[141]. en:Maliades
- Мефона. Жена Пеанта, мать Филоктета[96].
- Пеант.
- Фавмак. (Тавмак.) Отец аргонавта Пеанта[126].
- Филоктет.

## Трикка
Триккой владевший народ, и Ифомой высокоутесной,
И обитавший в Эхалии, граде владыки Эврита,
Два извели воеводы, Асклепия мудрые чада,
Славные оба данаев врачи, Подалир и Махаон.
Тридцать за ними судов принеслися, красивые строем.
(Гомер. Илиада II 729—733, перевод Н. И. Гнедича)
- Деимах.
- Ксанфа. Жена Асклепия, мать Махаона[142].
- Махаон.
- Подалирий.

## Ормений
Живших в Ормении храбрых мужей, у ключа Гипереи,
В власти имевших Астерий и белые главы Титана,-
Сих предводил Эврипил, блистательный сын Эвемонов;
Сорок за ним кораблей, под дружиною, черных примчалось.
(Гомер. Илиада II 734—737, перевод Н. И. Гнедича)
- Аминтор (сын Ормена).
- Астигенея. Ферекид называет так Астидамию, возлюбленную Геракла[143].
- Астидамия (дочь Аминтора).
- Долоп. Сын Гермеса[144]. Эпоним долопов. Его курган посетили аргонавты[145].
- Долоп. (Долопс.) Сын Крона и Филиры[146]. Д. О. Торшилов полагает, что у Гигина ошибка вместо Долонха[147].
- Евемон. Сын Ормена[148]. Отец Еврипила[149].
- Евридамант[150]. По Аполлонню, сын Ктимена (у Гигина ошибочно сын Ира и Демонассы). Жил около озера Ксиний в городе долопов. Аргонавт[151].
- Еврипил (сын Евемона).
- Клития (дочь Пандарея).
- Ктимен. По версии, отец аргонавта Евридаманта[152]. В микенскую эпоху слово ki-ti-me-na (ктимена, частная земля)[153].
- Ормен.
- Феникс (сын Аминтора).
- Фтия. Наложница Аминтора. Ложно обвинила Феникса[15] Либо мать Феникса, чью любовь он отверг[154].

## Лапифы
В Аргиссе живших мужей и кругом населявших Гиртону,
Орфу, широкий Элон, белокаменный град Олооссон,-
Сих предводил Полипет, воеватель бесстрашнейший в битвах,
Ветвь Пирифоя, исшедшего в мир от бессмертного Зевса,
Сын, Пирифою рождённый женой Ипподамией славной,
В самый тот день, как герой покарал чудовищ косматых:
Сбил с Пелиона кентавров и гнал до народов эфиков.
Он предводил не один, но при нём Леонтей бранодушный,
Отрасль Ареева, чадо Кенея, Коронова сына.
Сорок за ними судов, под дружиной, примчалося черных.
(Гомер. Илиада II 738—747, перевод Н. И. Гнедича)

### Династия
- Алкионей. По версии, женился на Корониде, бывшей возлюбленной Аполлона[155].
- Ампик. Сын Элата. Прорицатель[156]. Отец Мопса[157]. Возможно, убит своим сыном-аргонавтом[158].
- Амфинома. Дочь Пелия, жена Андремона[159].
- Андремон. Сын Корона, брат Леонтея. Муж Амфиномы, дочери Пелия[159].
- Антион. Сын Перифанта и Астиагийи. Жена Перимела, сын Иксион[160].
- Антипп. Отец Гиппы[161].
- Арегонида. Согласно «Орфической аргонавтике», жена Ампика, мать Мопса[162].
- Астиагийя. Дочь Гипсея. Жена Перифанта, родила 8 сыновей[160].
- Атрак. По версии, отец Кениды/Кенея[163]. Фессалийский царь, отец Гипподамии, открыл в Фессалии искусство магии[164]. Лапиф[165].
- Бут.[166] Из Фессалии. Отец Гипподамии, тесть Пирифоя[167]. Или Бун?[168].
- Гиппа. Дочь Антиппа, жена Элата, мать аргонавта Полифема[161].
- Гипподамия (дочь Бута).
- Гипсей.
- Деидамия. По версии, так звали жену Пирифоя[169]. См. Гипподамия.
- Дия. Мать Пирифоя. Дочь Деионея[170]. Возлюбленная Зевса, из Перребии[171].
- Еврином. Отец Орсиномы, дед Форбанта[172].
- Иксион (мифология).
- Исхий.
- Исхомаха. Имя Гипподамии из рода лапифов[173].
- Кеней.
- Кенида. См. Кеней.
- Кирена.
- Климена (троянка).
- Корон (сын Кенея).
- Коронида.
- Креуса.[174] Наяда. Жена Пенея, мать Гипсея и Стилбы[175]. Дочь Океана и Геи[176].
- Лапиф.
- Лапиф. Сын Эола (сына Гиппота), отец Лесбоса[177].
- Леонтей.
- Леонтей. По версии, отец Иксиона[178].
- Лик. По версии, был возлюбленным Корониды[179].
- Местра.
- Мопс (сын Ампика).
- Никиппа. Жрица Деметры. Её облик принимает Деметра, стремясь убедить Эрисихтона не вырубать рощу[180].
- Орсинома. Дочь Евринома. Жена царя Лапифа, мать Форбанта и Перифанта[172].
- Пеней (речной бог).
- Перимела. Дочь Амифаона. Жена Антиона, мать Иксиона[160].
- Перифант. Сын Лапифа и Орсиномы. Царь. Жена Астиагийя, 8 сыновей, старший из них Антион[160]. См. en:Periphas
- Пирифой.
- Полипет (сын Пирифоя).
- Полифем (лапиф).
- Стилба.
- Триоп.
- Фисадия. Дочь Иксиона, сестра Пирифоя. По версии, захвачена в плен Диоскурами вместе с Эфрой и отдана в рабство Елене[181], потом увезена в Трою[182]. См. Климена.
- Флегий.
- Хлорида. Мать Мопса, жена Ампика[183].
- Элат.
- Эфон.

### Прочие лица
- Актор. Лапиф. Убит Кланисом[184].
- Ампик. Лапиф. В битве убил Оэкла[185].
- Бротеад. Лапиф. Убит кентавром Гринеем[186].
- Галес. Лапиф, участник битвы с кентаврами. Убит Латреем[187].
- Гоплей. Лапиф, противник кентавров[188].
- Дриант. Лапиф, противник кентавров[189]. Ранит Рета и обращает его в бегство[190].
- Евагр. (Эвагр.) Лапиф. Убит кентавром Ретом[191].
- Келадонт. Лапиф. Убит кентавром Амиком[192].
- Кометей. Лапиф, участник битвы. Его придавил каменной глыбой товарищ Харак[193].
- Кориф.[194] Юный лапиф. Убит кентавром Ретом[195].
- Макарей.[196] Участник битвы кентавров с лапифами. Убил пелефронейца Эригдупа[197].
- Микала. Колдунья из Фессалии[198], мать лапифа Ориона[199].
- Орион. Лапиф, сын колдуньи Микалы. Убит кентавром Гринеем[200].
- Перифант.[201] Лапиф, участник битвы с кентаврами. Убил Пирета[202].
- Пролох. Лапиф, противник кентавров[188].
- Титаресий. Сын Арея. Противник кентавров в битве с лапифами[203].
- Фалер. Лапиф, противник кентавров[188].
- Фоноленид. Лапиф, участник битвы с кентаврами. Убит Феокомедом[204].
- Харак. Лапиф. Ранен кентавром Ретом. Случайно убивает товарища Кометея. Убит Ретом[205]
- Эксадий. Лапиф, противник кентавров[188]. Его упоминает Нестор[206]. Убил Гринея[207].
- Лапифы[24][25].

## Перребы
Но из Кифа Гуней с двадцатью и двумя кораблями
Плыл, предводя эниан и воинственных, сильных перребов,
Племя мужей, водворившихся окрест Додоны холодной,
Земли пахавших, по коим шумит Титаресий веселый,
(Гомер. Илиада II 748—751, перевод Н. И. Гнедича)
- Аврофита.[208] Жена Окита, мать Гунея[140].
- Гиперох. Царь инахийцев (Фессалия). Когда его вызвал на поединок царь энианов Фемий, за Гиперохом бежала собака. Фемий упрекнул его, тот повернулся, Фемий бросил в него камень и убил[209].
- Гуней.
- Окит. Отец Гунея[14].
- Темон. Именитый эниан, притворившийся нищим и пошедший к инахийцам. Царь Гиперох в насмешку бросил ему ком земли, выполнив слова оракула. Потомкам Темона выделяли особую часть при гекатомбе Аполлону и жертве быка Зевсу[209].
- Фемий. Царь энианов. Убил на поединке царя инахийцев Гипероха, бросив в него камнем, когда тот отвернулся[209].
- Из Перребии также происходила Дия, мать Пирифоя.

## Магнесия
Профоой, сын Тендредонов, начальствовал ратью магнетов.
Окрест Пенея и вкруг Пелиона шумного лесом
Жили они; предводил их в сражение Профоой быстрый:
Сорок за ним кораблей, под дружиною, черных примчалось.
(Гомер. Илиада II 756—759, перевод Н. И. Гнедича)
- Алоады.
- Алоей.
- Арг (сын Фрикса).
- Гименей.
- Ифимедея.
- Кеней. Отец аргонавтов Фока и Приаса[210].
- Магнет. Сын Арга и Перимелы, по его имени землю назвали Магнесия. Отец Гименея[211].
- Магнет. Сын Зевса и Фии, обитал в Пиерии, по Гесиоду — отец Полидекта и Диктиса[212]. Отец Пиера[213].
- Отос.
- Перимела. Дочь Адмета. Жена Арга, мать Магнета[214].
- Приас. Сын Кенея, из Магнесии. Аргонавт[210].
- Профой (сын Тендредона).
- Тендредон. Отец Профоя[215].
- Фия. (Тия.)[216] Дочь Девкалиона. Родила от Зевса Македона и Магнета[217].
- Флегий. Отец Гименея[218].
- Фок. Сын Кенея, из Магнесии. Аргонавт[210].
- Эрибея. Мачеха Эфиальта и Ота. Сообщила Гермесу о похищении Ареса[219].
- Эфиальт.
- Магнеты. Племя[220]. Об их переселении: Конон. Мифы 29.
- Пелион. Гора в Магнесии[221].

### Кентавры
- Абант. Кентавр, охотник. Во время битвы с лапифами пустился в бегство[222].
- Агрий. Кентавр. Сражался с Гераклом у пещеры Фола[223].
- Амик.[224] Кентавр. Сын Офиона. Убил лапифа Келадонта[225]. Убит Пелатом (?).
- Амфион. Кентавр, убитый Гераклом в битве у Фолои[226].
- Антимах. Кентавр, участник битвы с лапифами. Убит Кенеем[227].
- Анхий. Кентавр. Сражался с Гераклом у пещеры Фола[223].
- Аргий. Кентавр, убитый Гераклом в битве у Фолои[226].
- Арей. Кентавр. Во время битвы с лапифами убит Дриантом[228].
- Аркт. Кентавр. Участник битвы с лапифами[229].
- Асбол[230]. Кентавр. Птицегадатель. Участник битвы с лапифами[231]. Ему приписывались сочинения[232].
- Астил. Кентавр, гадатель. Во время битвы с лапифами пустился в бегство[233].
- Афарей. Кентавр, участник битвы с лапифами. Ранен Тесеем[234].
- Биенор. Кентавр, участник битвы с лапифами. Убит Тесеем[235].
- Бром. Кентавр, участник битвы с лапифами. Убит Кенеем[236].
- Гелим. Кентавр, участник битвы с лапифами. Убит Кенеем[236].
- Гелоп. Кентавр, участник битвы с лапифами. Убит Пирифоем[237].
- Гил. Кентавр, участник битвы с лапифами. Убит Пелеем[238].
- Гилей. Кентавр, участник индийского похода Диониса. Убит Оронтом[239].
- Гилонома. Кентавриха, возлюбленная Киллара. Когда тот был убит в битве с лапифами, бросилась на копье, торчавшее из его тела[240].
- Гиппозон. (Гиппосон.) Кентавр, участник битвы с лапифами. Убит Тесеем[241].
- Гиппотион. Кентавр, убитый Гераклом в битве у Фолои[226].
- Гифиной. Кентавр, участник битвы с лапифами. Убит Пелеем[242].
- Гриней. Кентавр. Убил лапифов Бротеада и Ориона. Убит Эксадием[243].
- Дафнис. Кентавр, убитый Гераклом в битве у Фолои[226].
- Демолеонт. Кентавр, участник битвы с лапифами. Убил Крантора, убит Пелеем[244]
- Диктид. Кентавр, участник битвы с лапифами. Бежал от Пирифоя и упал в пропасть, повиснув на вязе[245].
- Дорил. Кентавр, участник битвы с лапифами. Нестор ранил его, а Пелей убил[246].
- Дриал. Сын Певкея. Кентавр, участник битвы с лапифами[247].
- Дупон. Кентавр, убитый Гераклом в битве у Фолои[226].
- Еврином. Кентавр. Во время битвы с лапифами убит Дриантом[228].
- Еврит. Кентавр. Пытался похитить Гипподамию. Убит Тесеем[248].
- Евритион (кентавр).
- Имбрей. Кентавр. Во время битвы с лапифами убит Дриантом[228].
- Исопл. Кентавр, убитый Гераклом в битве у Фолои[226].
- Кентавр.
- Киллар. Кентавр, участник битвы с лапифами. Был влюблен в Гилоному. Убит в бою[249].
- Кимел. Кентавр, участник битвы с лапифами. Убит Нестором[250].
- Кланид. (Кланис.) Кентавр, участник битвы с лапифами. Убит Пелеем[242]. Убил Актора[184].
- Креней. Кентавр. Во время битвы с лапифами убит Дриантом[251].
- Латрей. Кентавр, участник битвы с лапифами. Убил Галеса, вызвал на бой Кенея, который убил его[252].
- Лик. Кентавр, участник битвы с лапифами. Убит Пирифоем[253].
- Ликаб. Кентавр. Во время битвы с лапифами пустился в бегство[254].
- Ликид. Кентавр. Во время битвы с лапифами убит Дриантом[228].
- Ликот. Кентавр, участник битвы с лапифами. Убит Тесеем[255].
- Медимн. Кентавр, участник битвы с лапифами. Убит Тесеем[255].
- Медонт. Кентавр. Во время битвы с лапифами ранен и пустился в бегство[256].
- Меланей. Кентавр. Во время битвы с лапифами пустился в бегство[222].
- Меланхет. Кентавр, убитый Гераклом в битве у Фолои[226].
- Мермер. Кентавр. Во время битвы с лапифами ранен и пустился в бегство[257].
- Мимант.[258] Кентавр, участник битвы с лапифами[229].
- Моних. Кентавр, участник битвы с лапифами[259]. Побежден Нестором[260].
- Несс (кентавр).
- Нефела.
- Одит. Кентавр, участник битвы с лапифами. Убит Мопсом[261].
- Орей. Кентавр, убитый Гераклом в битве у Фолои[226]. Он был изображен на троне в Амиклах[262].
- Орней. Кентавр. Во время битвы с лапифами пустился в бегство[254].
- Офион.[263] Отец кентавра Амика[264].
- Певкей. Кентавр, отец Дриала и Перимеда[247].
- Перимед. Сын Певкея. Кентавр. Участник битвы с лапифами[247].
- Петрей. Кентавр, участник битвы с лапифами[231]. Убит Пирифоем[265].
- Пиракм. Кентавр, участник битвы с лапифами. Убит Кенеем[236].
- Пирет. Кентавр, участник битвы с лапифами. Убит Перифантом[202].
- Писенор. Кентавр. Во время битвы с лапифами пустился в бегство[256].
- Рет.[266] Кентавр[267]. Убивает лапифов Харака, Корита, Евагра. Ранен Дриантом и бежал[268]. Либо убит в битве[269].
- Рифей. Кентавр, участник битвы с лапифами. Убит Тесеем[270].
- Стифел. Кентавр, участник битвы с лапифами. Убит Кенеем[227].
- Телебоад. Кентавр, участник битвы с лапифами. Ранил Нестора, но убит им[271].
- Терей. Кентавр, участник битвы с лапифами. Убит Тесеем[272].
- Урей. Кентавр, участник битвы с лапифами[229].
- Фавмант. (Тавмант.)[273] Кентавр. Во время битвы с лапифами пустился в бегство[274].
- Феокомед. Кентавр. В битве с лапифами убил Фоноленида, убил Нестором[275].
- Ферей. Кентавр, убитый Гераклом в битве у Фолои[226].
- Филира (океанида).
- Флегрей. Кентавр, участник битвы с лапифами. Убит Пелеем[238].
- Фол (кентавр).
- Фрикс. Кентавр, убитый Гераклом в битве у Фолои[226].
- Хирон.
- Хромид. Кентавр, участник битвы с лапифами. Убит Пирифоем[276].
- Хтоний. Кентавр, участник битвы с лапифами. Убит Нестором[271].
- Экл. (Оэкл.) (в другом чтении Эхекл.) Кентавр, в битве с лапифами убит Ампиком[277].
- Элат.[278] Кентавр. Геракл убил его, пронзив плечо[223].
- Эригдуп. Пелефронеец, кентавр, участник битвы с лапифами. Убит Макареем[197].

См. также
- Гилей. См. Мифы Аркадии.
- Гомад. См. Мифы Аркадии.
- Пиленор. См. Мифы Элиды.
- Рек. См. Мифы Аркадии.
- Рогатые кентавры. (Мифы Кипра)

Участники битвы кентавров с лапифами:
- Афид. Во время битвы кентавров с лапифами был пьян и заснул. Убит Форбантом[279].
- Гиппас. Участник битвы кентавров с лапифами[280].
- Пелат. Участник битвы кентавров с лапифами. Сразил врага (Амика?)[281].
- Форбант. Участник битвы кентавров с лапифами. Убил Афида[279].

## Дриопы
- Амфисс, царь дриопов. Сын Аполлона и Дриопы.
- Андремон[282]. Сын Оксила[283]. Муж Дриопы[284].
- Гилас.
- Дриоп, царь дриопов.
- Дриопа.
- Еврит
- Крагалей.
- Лаогор, царь дриопов. Союзник лапифов. Геракл убил его вместе с сыновьями, когда тот пировал в храме Аполлона[28].
- Меда. Дочь Филанта, родила от Геракла Антиоха[285].
- Меланей, царь дриопов, прибыл в Мессению.
- Менодика. Нимфа, дочь Ориона. Жена Феодаманта, мать Гиласа[286].
- Полидора. Дочь Даная. Родила от речного бога Сперхея сына Дриопа[287].
- Феодамант, царь дриопов.
- Филант, царь дриопов.

## Прочие (династия Эолидов)
- Алкиона (дочь Эола).
- Гиппа.
- Гиппот. Сын Миманта и Меланиппы. Царь Эолиды[288]. Отец Эола[289].
- Гоплей. Сын Посейдона и Канаки[39].
- Девкалион.
- Деимах. Отец Энареты, жены Эола[87].
- Диомеда. Дочь Ксуфа и Креусы[290], жена Деиона[291].
- Евиппа. (или Меланиппа). Дочь Хирона. См. Меланиппа.
- Евридика. Жена Эола, мать Крефея, Салмонея и Сисифа[292]. По другой версии, Энарета.
- Канака.[293] Дочь Эола[294] и Энареты. Родила от Посейдона[295] Гоплея, Нирея, Эпопея, Алоея и Триопа[296].
- Кеик (сын Эосфора).
- Керкаф. Сын Эола, отец Ормена[297].
- Макар. Сын Эола, отец Амфиссы[298].
- Меланиппа. Жена Миманта, мать Гиппота[288].
- Меланиппа. См. Гиппа.
- Меланфия. (Меланфа.) Дочь Девкалиона[299]. Посейдон превратился в дельфина и овладел ею[300].
- Мимант[258] Сын Эола. Когда его братья поселились в других местах, стал царем Эолиды. Жена Меланиппа, сын Гиппот[288]. Изгнал Пелия с родины[301].
- Нирей. Сын Посейдона и Канаки[39].
- Орсеида. Нимфа. Жена Эллина, мать Дора, Ксуфа и Эола[87]. Орсеида
- Паган. Сын Девкалиона и Пирры. От него язычники названы паганами[302].
- Пандора.
- Пандора. Дочь Девкалиона. Родила от Зевса героя Грека[303].
- Перимеда. Дочь Эола[294] и Энареты. От Ахелоя родила Гипподаманта и Ореста[87].
- Перимела. Дочь Эола, родила от Форонея пеласга Гиперборея[304].
- Пирра.
- Принея. По версии, родила от Прометея Девкалиона[305].
- Протогенея.
- Эгиалея. По версии, жена Эола, мать Алкионы[66].
- Эллин.
- Энарета. (Энарея.) Дочь Деимаха. Жена Эола, мать 7 сыновей и 5 дочерей[87] Пиндар именует её «телицей»[306]. По Еврипиду, Евридика. См. Энарета
- Эол (сын Эллина).
- Эпопей. Сын Посейдона и Канаки[39]. По В. Г. Боруховичу и словарю Любкера, тождествен царю Сикиона с тем же именем.

## Прочие персонажи
- Агаклей. Отец Эпигея[307].
- Акторион. Из Фессалии, сын Поликсо. Его свадьбу упоминает Каллимах[308].
- Аминтор. Согласно Гелланику, сын Фрастора, отец Тевталида[309].
- Амфрид. Река в Фессалии. Речной бог, приходит к Пенею[310].
- Антигона. Дочь Ферета. Жена Пирема, мать аргонавта Астериона[311].
- Антикл.
- Апидан. Река в Фессалии. Речной бог, приходит к Пенею[310].
- Арго (корабль).
- Аргонавты.
- Астерий. Эпоним города в Фессалии, соперник Зевса в отношении Европы[312].
- Астерий (аргонавт).
- Ахей. Сын Посейдона и Ларисы, с братьями завоевавший Гемонию (Фессалию). По его имени названа Ахайя в Фессалии[313].
- Бримо. У озера Бебеиды стала возлюбленной Гермеса[314].
- Гемон. Сын Пеласга[315] Современник Девкалиона, разделил с ним страну, получив её северную часть, которая стала называться Гемония[316]. Отец Фессала.
- Гиперборей. Пеласг, сын Форонея и Перимелы. Согласно Филостефану, фессалиец, согласно Фанодему, афинянин[304]. (в неточном переводе «гипербореец Пеласг»[317].
- Гиперея. Нимфа, изображавшаяся на монетах Фер (Фессалия)[318].
- Гиперместра.[319]. См. Местра.
- Гиппас. Ахейский воин. С Пенея (?). Убит Агенором[320].
- Деиопея. Одна из нимф, похитивших Гиласа[321].
- Дикей. «справедливый». Брат Силея, жил у горы Пелиона в Фессалии[322].
- Диопатра. Одна из офрийских нимф, с которой возлежал Посейдон[323].
- Дот. Сын Пеласга. Его именем назван город Дотий в Фессалии[324].
- Еврилох. Сын Иона из Фессалии. Был пожран змеями[325].
- Европ. Царь Европии (область на границе Македонии и Фессалии)[326].
- Евсир. (Эвсир.) Сын Посейдона, отец Керамба[327].
- Идофея. Офрейская нимфа, родила от Евсира сына Керамба[327].
- Ион. Сын Прета, отец Еврилоха, из Фессалии. Бросился вниз с горы Оссы[328]. См. Ион (мифология)
- Керамб.
- Климена. Нимфа Пенея (Фессалия), отождествляется с возлюбленной Гелиоса. Похитила Гиласа[329].
- Комет. Отец аргонавта Астерия[330].
- Лаодамия. Жена ахейца Антикла[331].
- Лариса. Дочь Пеласга[332]. В её честь назван акрополь Аргоса, а также два города в Фессалии (один у моря; другой у Пенея)[333].
- Лариса. Родила от Посейдона сыновей Ахея, Фтия и Пеласга[313].
- Мелитей. (диалектная форма имени Мелиссей) Сын Зевса и нимфы Офреиды. Мать из страха перед Герой подбросила его в лесу. Его кормили пчелы. Фагр нашёл его и вырастил. Основал во Фтии город Мелиту[334].
- Мениппа. Согласно Гелланику, дочь Пенея, жена Пеласга, мать Фрастора[309].
- Наида. Жена Хирона, согласно Гесиоду[335]. У поэтессы Аниты — нимфа, спутница Пана[336]. Нимфа, жена Дафниса[337].
- Нессон. Сын Фессала. По его имени страна и озеро назывались некогда Нессонида[316].
- Олимп. По Дионисию Скитобрахиону, воспитатель Зевса, от которого его называют Олимпийским[338].
- Орест.[339] Сын Ахелоя и Перимеды[87].
- Ортикс. («Перепел»). Отец ахейца Антикла[340].
- Офреида. Нимфа, родила от Зевса сына Мелитея, а от Аполлона сына Фагра[341].
- Офрийские нимфы. Керамб оскорблял их, говоря, что они не от Зевса, а дети Сперхея и Дино. Посейдон же возлежал с одной из них — Диопатрой — и на это время превратил остальных в тополя[323].
- Пеласг (сын Посейдона).
- Пелефроний. Первый изобрел уздечку и попону для коней[342].
- Пирем.[343] По версии, отец аргонавта Астериона, жена Антигона (дочь Ферета)[161].
- Питтий. Фессалиец, отец Амаринкея[344].
- Поликсо. Мать Акториона из Фессалии[308].
- Прет. Отец фессалийца Иона[345].
- Силен. Отец кентавра Фола[223].
- Скифий.
- Тевталид. Сын Аминтора, отец Наваса, царь пеласгов[346]. В другом чтении Тевтамид, отец Нана[347].
- Тевтамид. Царь Ларисы. Устроил гимнастические состязания в честь умершего отца, на которых был убит Акрисий[348]. Видимо, тождествен предыдущему.
- Фагр. Сын Аполлона и нимфы Офреиды. Пас овец. Нашёл в лесу младенца Мелитея и вырастил его[349].
- Фессал (сын Гемона). Его отец разделил страну с Девкалионом. По его имени стала называться Фессалия[316].
- Фол. Воин, убитый Эсоном[350].
- Фрастор. Согласно Гелланику Митиленскому, сын Пеласга и Мениппы, отец Аминтора[309].
- Фтий. Сын Посейдона и Ларисы, с братьями завоевавший Гемонию (Фессалию). По его имени названа область Фтиотида[313].
- Фтий. Сын Ахея, отец Архандра[351].
- Эпигей.[352] Сын Агаклея. Из Будеона, участник Троянской войны. Убит Гектором[353]. Местоположение Будеона неизвестно[354].
- Эрихто. Мифическая колдунья, сестра Эриний[355]. Из Фессалии.
- Ээй. Речной бог, приходит к Энею[310].

## Дорийское вторжение
- Анфей. Из Фессалии, сын Номиона, отец Эгипия[356].
- Аргей. Из Мелиты (Фтиотида), отец Астигита и Аспалиды[357].
- Аспалида. Дочь Аргея, сестра Астигита. Из города Мелита (Фтиотида). Её хотел соблазнить тиран Тартар, но она повесилась. Её тело исчезло, а вместо неё появилась деревянная статуя рядом с изображением Артемиды. Её называют Амелита Гекаэрга-Дальновержица, и каждый год в её честь девушки вешали юную козочку[357].
- Астигит. Из Мелиты (Фтиотида). Сын Аргея. Убил тирана Тартара, одевшись в платье своей сестры Аспалиды[358].
- Булида. Жена Анфея, мать Эгипия. Невольно переспала со своим сыном и была превращена в некую птицу поингу[359].
- Египт. См. Эгипий (вариант чтения).
- Кианипп. Сын Фарака. Из Фессалии, женат на красавице Левконе. Когда он охотился, его жена следила за ним, и его собаки растерзали её. Он бросился в погребальный костер[360].
- Левкона. Жена Кианиппа из Фессалии, растерзана собаками на охоте[360].
- Неофрон. Из Фессалии, сын Тимандры. Превращен Зевсом в стервятника[359].
- Номион. Отец Анфея, дед Эгипия[356].
- Поликлея. Дочь Фидиппа, сестра Эата. Брат перенес её через Ахелой, она первой вступила на землю и стала царицей согласно оракулу, брат женился на ней[361].
- Тартар. Прозвище некоего тирана Мелиты (Фтиотида). Насиловал девушек, убит Астигитом[362].
- Тимандра. Жительница Фессалии. Вдова, которую соблазнил Эгипий. Её сын Неофрон соблазнил Булиду, мать Эгипия. Позже Зевс превратил Тимандру в синицу[359].
- Фарак. Фессалиец, отец Кианиппа[363].
- Фессал. По версии, сын Эата и Поликлеи[361].
- Фессал. Воинственный юноша из Феспротии, силой оружия занявший прежнюю страну мирмидонян[364].
- Эат. Сын Фидиппа, брат Поликлеи. Отправился в поход на беотийцев, заселявших Фессалию, перешёл через Ахелой. Согласно оракулу, женился на своей сестре, которую перенес через реку, она родила сына Фессала[361].
- Эгипий. Сын Анфея и Булиды. Из Фессалии. Соблазнил вдову Тимандру. В ответ сын Тимандры Неофрон соблазнил Булиду и подстроил так, что Эгипий совокупился с Булидой. Булида хотела убить его, но Эгипий взмолился Зевсу и был превращен в стервятника[359].